# Histoire de Laval au Moyen Âge
L'histoire de Laval au Moyen Âge couvre une période allant de la fin de l'Antiquité à la Grande Charte de distraction du Comté de Laval, provoquant la mouvance directe du Comté de Laval au royaume de France, en 1481, et à la bataille de Saint-Aubin-du-Cormier le 28 juillet 1488. 
La ville a été longtemps le point de passage entre l'Île-de-France et la Bretagne, l'une des principales places fortes de la région des Marches de Bretagne. La « vieille rue » fut pendant quelques siècles l'une des principales portes de la Bretagne.

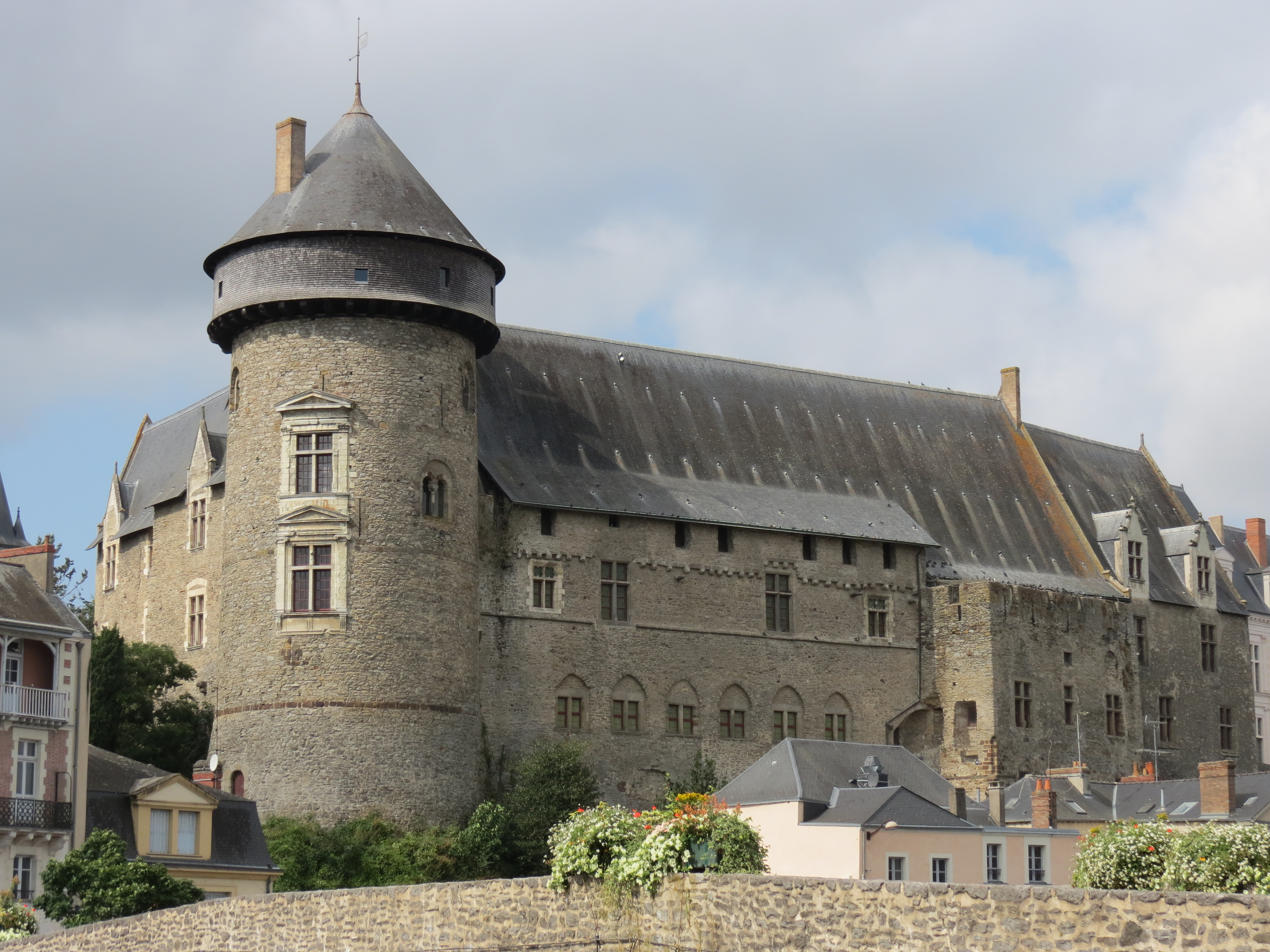
Le château vieux et son donjon du XIIIe siècle.

## Origine
Pour autant, même si les recherches archéologiques attestent une occupation ancienne des lieux, rien ne confirme la tradition d'un château initial que les Normands auraient détruit. 

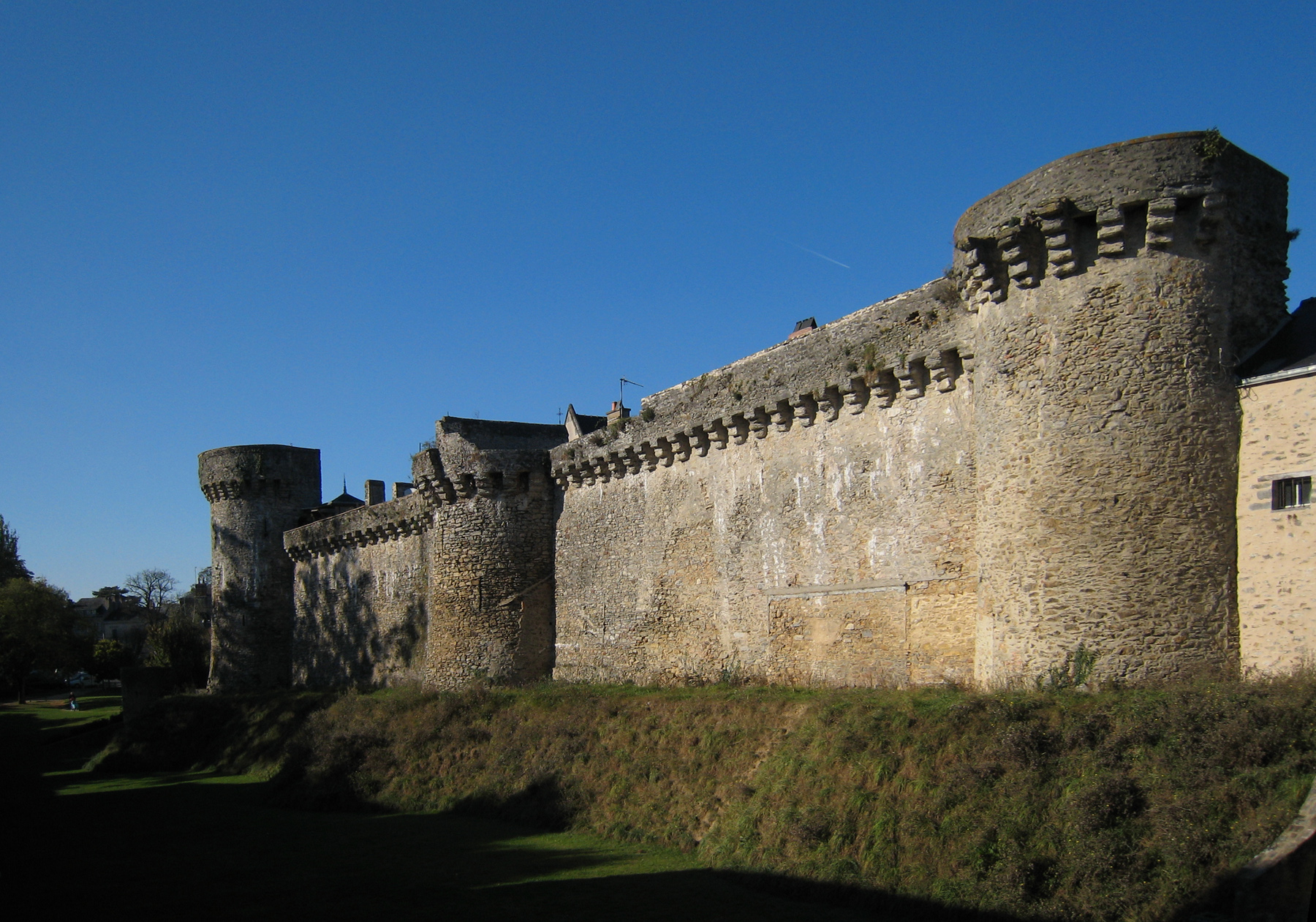
Remparts de Laval

Avant la construction du château au XIe siècle, Laval n'existe pas. Néanmoins, le site est déjà un lieu de passage puisqu'il est situé sur une voie romaine reliant Le Mans à Corseul, capitale gallo-romaine des Coriosolites et aujourd'hui située dans les Côtes-d'Armor. Par ailleurs, des parties du territoire actuel de la commune montrent des traces d'occupation anciennes, comme la chapelle Notre-Dame de Pritz, située au bord de la Mayenne sur la limite nord de Laval et mentionnée dès 710. Une stèle gauloise y a par ailleurs été découverte.

## XIesiècleetXIIesiècle
La topographie de Laval rend la défense ou la fermeture de la voie romaine facile. En effet, les voyageurs doivent passer un gué pour traverser la Mayenne et l'une des berges est dominée naturellement par un éperon rocheux. Cet éperon est choisi au Xe siècle pour y construire une structure militaire. Une villa y est mentionnée à la fin du siècle dans une charte du comte du Maine.
La cité de Laval est évoquée dès le XIe siècle. La charte d'Hugues, comte du Maine, qui est le premier document concernant Laval, est mentionnée par le Père Anselme : « Hugues, fils d'Hugues », écrit-il, « souscrivit à la charte par laquelle le comte, son père, donna vers l'an 1000 les villages et seigneuries de Laval et du Coudray, à deux seigneurs appelés Hugues, père et fils, et à un autre nommé Ingelbault ». En marge est la note : « Cartulaire de Marmoutier touchant le prieuré de Laval ». Il existait donc au chartrier de Marmoutier, au milieu du XVIIIe siècle, un cartulaire du prieuré de Saint-Martin de Laval, dans lequel la mainferme donnée à Ingelbaut était transcrite.
Hubert Éveille-Chien ne succéda qu'en 1015 à son père. L'inféodation de Laval à Guy Ier de Laval n'est pas antérieure à cette date. Une généalogie, sans doute hasardeuse, fait aussi remonter le premier seigneur à un nommé Guy au début du IXe siècle et auquel auraient succédé d'autres gardiens des lieux. La dynastie des seigneurs de Laval est présente dans l'histoire de France.
Vers 1020, la baronnie de Laval est offerte par Herbert Ier du Maine à Guy Ier de Laval. Celui-ci y établit son château, et une bourgade se développe progressivement, d'abord le long de la voie, puis sur la berge et autour de nouveaux axes. Le château et les plus anciennes fortifications de la ville datent du XIIe siècle, construits sous l'impulsion de Guy Ier, seigneur de Laval et vassal du comte du Maine, cependant, pour faire face à l'afflux de nouveaux habitants, de nouvelles murailles furent construites au XIIIe siècle ; des vestiges subsistent.

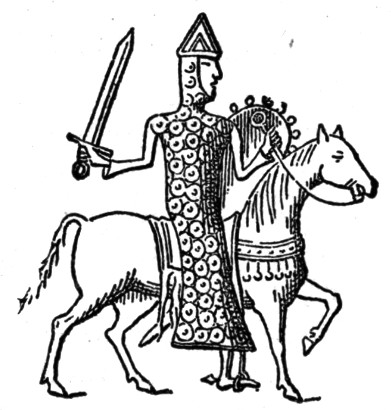
Guy II de Laval, deuxième seigneur de la ville, d'après un sceau de 1095.

### Château de Laval
Le château primitif s'étend jusqu'à la cathédrale actuelle et son enceinte est en terre. Une motte édifiée sur cette enceinte contrôlait l'accès du plateau rocheux sur lequel se trouvait le logis seigneurial. Une seconde motte se trouvait probablement dans les murs. Vers 1200, le château se replie sur l'extrémité du plateau où se trouve le donjon, et la ville se dote de ses propres fortifications. Sa muraille de plus de 1 100 mètres de long enfermait 9 hectares.

### Querelle avec Château-Gontier
En 1085, eut lieu entre les Castrogontériens et les Lavallois une querelle qui les mit aux mains, mais on a donné, selon Isidore Boullier et l'abbé Angot, à cet événement une gravité exagérée. Le seul texte qui la mentionne est celui de la Chronique de Saint-Aubin. Il est en cinq mots : LXXXV. — Prælium inter Castrogunterianos et Lavallenses, ce qui s'interprète mieux d'une bataille ou bagarre que d'une guerre, qui aurait eu lieu entre les habitants des deux baronnies

## XIIIesiècle

### Emma de Laval
La léproserie de Laval était placée dans la paroisse d'Avesnières, au bord de la petite rivière de Barbé. Elle était sous le vocable de Saint Nicolas. Le fondateur de cet hospice est inconnu.
Emma de Laval, pendant son premier veuvage de Robert Ier d'Alençon, a, moyennant 100 sous tournois de rente, racheté le Gast que sa mère, remariée à Yves Le Franc, avait donné à l'abbaye de Bellebranche en 1218.
En 1218, la baronnie de Laval se retrouve sans défenseur; mais Philippe-Auguste lui en procurer un : le connétable Mathieu II de Montmorency, qui devient l'époux d'Emma de Laval. Il consentit donc à ce que le premier-né d'Emma prenne le nom de Laval. Lui-même s'obligea à adopter celui de Guy de Laval dans tous les actes publics.

### Saint-Louis
Charles, comte de Provence, est en 1246, investi par Saint-Louis, son frère, des comtés d'Anjou et du Maine. Un différend s’élève entre lui et l'évêque du Mans. Le comte exige du prélat serment de fidélité et celui-ci prétend ne le devoir qu'au roi. Saint Louis tranche la question, en déclarant l'évêque exempt du serment envers le comte du Maine. Mais, au cours des démêlés, Charles, pensait utile à ses intérêts de s'assurer de Laval, Emma de Laval s'engageant à lui livrer à grande ou petite force son château.

### Marchés et Halles
Emma de Laval crée un troisième marché en complément des marchés existants. Un ancien fort avancé, qui, de l'endroit le plus élevé de la ville, dominait la route de Nantes, fut démoli et transformé en un palais destiné aux audiences et aux fonctions de la justice en 1251. La dame de Laval, pour augmenter le marché intérieur, fait en même temps construire les halles (qui seront détruites au XIXe siècle.

### Paroisse de la Trinité et de Saint Tugal
Les habitants de Laval cessent d'être les paroissiens de Pritz pour devenir ceux de la Trinité. Une contestation a alors lieu qui sera à l'origine de la création de la paroisse de Saint-Tugal qui présentait la particularité à l'origine de ne pas s'étendre sur un territoire, mais uniquement à des personnes. Cette particularité sera à l'origine pendant de longs siècles de bien des contestations.

### Ponts

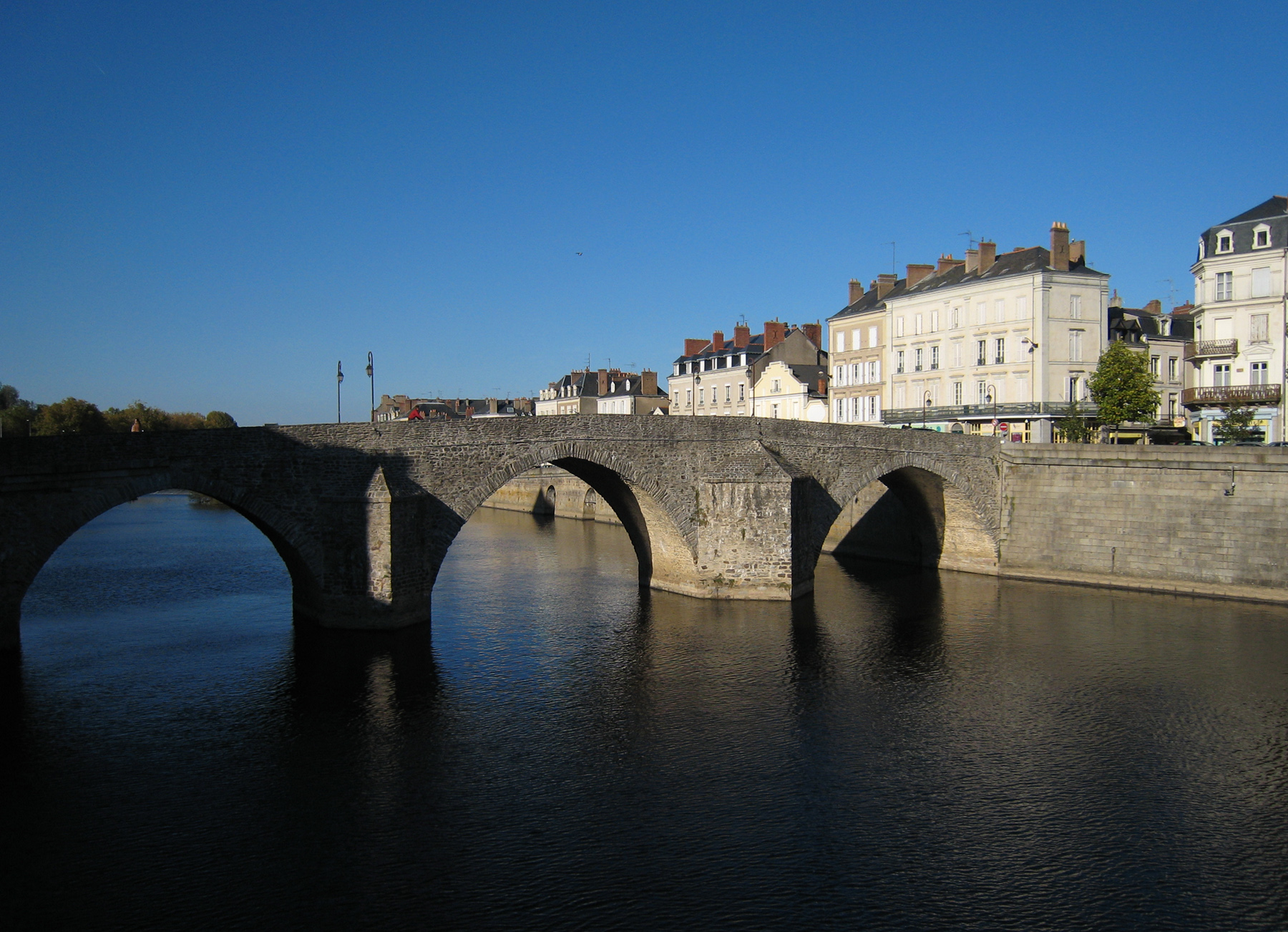
Vieux pont sur la Mayenne

Les Ponts de Laval, dits de Mayenne appartenaient au seigneur de Mayenne. Cette affirmation de René de Quatrebarbes est confirmée. Le seigneur de Laval fit cesser enfin cette anomalie en acquérant de Foulques III de Mathefelon, le 12 août 1264, ce qu'il possédait dans la paroisse de Sainte-Melaine.

### Entre Bretagne et Maine
À partir de Guy VII de Laval, Laval, baronnie ancienne et d'une grande étendue, possédait la particularité d'appartenir à la Bretagne et à la province du Maine. Détachée de la lignée des Montmorency, la famille de Laval siégeait aux États de Bretagne. Le seigneur de Laval, l'un des plus puissants de la province devait fournir au prince, son suzerain, huit cavaliers d'ost, pendant six semaines, et les entretenir à ses frais.

## XIVesiècle

### Laval au commencement du XIVe siècle
Laval prend de lents accroissements. Hors de l'enceinte fortifiée, le faubourg Saint-Martin allonge peu à peu vers l'ouest son interminable rue, de la place du Marché devant la porte Renaise, jusqu'à Saint-Jean de l'Hôtellerie qui dépend de la commanderie de Thévalles. A l'est, le baron de Laval concéde de temps en temps, pour bâtir, des terres précédemment cultivées ; il est imité par les possesseurs des fiefs de la rive gauche, Saint-Etienne, Chanteloup, la Coconnière, et les constructions se multiplient formant, le long des routes du Mans et de Paris, un quartier nouveau, le faubourg du Pont-de-Mayenne, comme nommé alors.
Parmi les catastrophes qui ont marqué les esprits, figure l'incendie de 1383 : déclenché par la foudre, il touche l'église de la Trinité, dont la toiture de plomb coule comme des ruisseaux.

### Les débuts de la toile
Béatrix de Gavre, épouse de Guy IX de Laval et morte en 1315, est considérée comme étant à l'origine de la tradition textile de la ville. Née dans le comté de Flandre, elle aurait fait venir des tisserands flamands à Laval, puis elle aurait encouragé la culture et le tissage du lin, qui sont demeurés les principales activités économiques de la ville jusqu'au XIXe siècle. L'industrie de la toile de lin est probablement très ancienne, et faussement attribuée à cette tradition.
Le titre de sire de Gavre était réservé selon la coutume familiale à l'héritier présomptif du chef de la Maison de Laval.
C'est le début de l'Histoire du textile à Laval, qui sera dès cette époque, et pour longtemps l'activité principale de l'économie locale.
La ville se développe autour du Château des ducs de Laval, principalement grâce à l'industrie textile. La ville médiévale n'occupait alors que « la Montagne », la ville étant construite sur une colline afin de faciliter sa défense en cas de siège, et une petite partie de la rive gauche correspondant à l'actuelle Rue du Pont de Mayenne.